# Leucanopsis similis
Leucanopsis similis là một loài bướm đêm thuộc phân họ Arctiinae, họ Erebidae.